# Moshé Feldenkrais
Moshé Pinchas Feldenkrais (6 de maig de 1904 - 1 de juliol de 1984) va ser un enginyer i físic israelià i fundador del mètode Feldenkrais, que s'utilitza per millorar el funcionament humà augmentant la consciència de si mateix a través del moviment.
La teoria de Feldenkrais és que "el pensament, el sentiment, la percepció i el moviment estan íntimament relacionats i interactuen entre ells".